# Ласи, Генри де, 3-й граф Линкольн
Генри де Ласи (англ. Henry de Lacy; 1249 или 1251 — 5 февраля 1311, Лондон, Королевство Англия) — английский аристократ, граф Солсбери jure uxoris с 1257 года, 3-й граф Линкольн с 1258 года, рыцарь-бакалавр, один из крупнейших магнатов королевства. При Эдуарде I участвовал в завоевании Уэльса и шотландской войне, при Эдуарде II был вождём аристократической оппозиции. Оставил только дочь Элис, так что его наследником стал зять — Томас Ланкастерский.

## Биография
Генри де Ласи родился в 1249 или 1251 году и стал единственным сыном Эдмунда де Ласи, 2-го графа Линкольна, и его жены Аделизы Салуццо. Ещё ребёнком, в 1257 году, он женился на Маргарет Лонгеспе, графине Солсбери в своём праве (suo jure), и стал соответственно графом Солсбери jure uxoris. Ласи потерял отца в 9 лет (в 1258 году). Пока он не вырос, его обширными владениями в центральных, северных и юго-западных графствах Англии управляла мать. 13 октября 1272 года, на свадьбе Эдмунда Корнуолльского, Ласи был посвящён в рыцари-бакалавры, что означало признание совершеннолетним. В последующие годы сэр Генри стал одним из ближайших доверенных лиц короля Эдуарда I. В 1276—1277 годах он воевал в Уэльсе во главе примерно ста рыцарей; в 1278 году ездил с посольством в Брабант, чтобы договориться о браке принцессы Маргарет с сыном местного герцога Жана I, и в том же году сопровождал приехавшего в Англию короля Шотландии Александра III. Когда Эдуард уехал во Францию, Ласи вместе с двумя епископами и двоюродным братом короля правил за него страной (апрель — июнь 1279 года).
В 1282—1283 годах сэр Генри принимал участие в завоевании Уэльса и в награду за это получил Денбишир на севере этого региона, где тут же начал строить замок Денби. В 1286—1289 годах он вместе с королём находился в Гаскони. По возвращении был членом комиссии, расследовавшей злоупотребления чиновников. В 1290 году Ласи вёл переговоры с регентским советом Шотландии, по итогам которых был заключён Биргамский договор. В качестве кандидата от Эдуарда он заседал в комиссии, которая оценивала претендентов на шотландскую корону (1291 год). Вместе с братом короля Эдмундом Ланкастерским сэр Генри отправился во Францию в 1294 году, чтобы заключить перемирие; когда эта миссия потерпела неудачу, он должен был высадиться на континенте с армией, чтобы продолжить войну, но накануне отплытия из Портсмута узнал о восстании в Северном Уэльсе и двинулся туда. В одной из стычек с собственными подданными он потерпел поражение, но к весне 1295 года всё-таки смог замирить регион.
3 декабря 1295 года Эдуард I назначил Ласи лейтенантом Аквитании. Тот отправился на континент вместе с Эдмундом Ланкастерским и провёл там около двух лет, но не добился никаких успехов в войне с королём Франции. Сэр Генри не смог отбить Бордо, отступил от Дакса после семинедельной осады, его войска понесли большие потери в битве с Робером II д’Артуа. Совершив грабительский поход до Тулузы, Ласи весной 1298 года вернулся в Англию. Вскоре он принял участие в походе в Шотландию и в разгроме Уильяма Уоллеса при Фолкерке. Наградой за это стали Ренфру и другие владения Джеймса Стюарта, одного из видных сторонников Уоллеса. В 1299 году Ласи присутствовал на собрании знати в Йорке и на свадьбе Эдуарда I и Маргариты Французской, в 1300 году участвовал в новом походе в Шотландию и в осаде Карлаверока, а в конце того же года отправился вместе с Хью ле Диспенсером в Рим, чтобы добиться от папы поддержки в шотландской войне.
В 1301 и 1306 годах Ласи участвовал в новых шотландских походах в качестве наставника принца Уэльского — старшего сына Эдуарда I. В 1303 году он вёл переговоры с Францией, закончившиеся подписанием Парижского мирного договора; после этого Ласи совместно с сэром Отто де Грандисоном и Амадеем V Савойским наладил управление на тех аквитанских территориях, которые французы вернули английскому королю. В 1307 году он присутствовал при кончине Эдуарда I во время очередного похода на север.
При новом короле, Эдуарде II, Ласи пользовался огромным влиянием как старейший из самых могущественных лордов страны. Это показывает тот факт, что на коронации он нёс меч. Сэру Генри, как и другим баронам, не понравилось возвышение Пирса Гавестона, и к 1308 году он стал вождём аристократической оппозиции, которая пригрозила королю открытым мятежом. В результате тому пришлось выслать Гавестона на континент. Ласи и после этого оставался ближайшим советником короля, хотя Гавестон вскоре вернулся ко двору. Лорды продолжали свои попытки ограничить власть короля, и при этом руководство оппозиции постепенно переходило к зятю Ласи — Томасу Ланкастерскому. Сэр Генри в феврале 1311 года умер от болезни в Лондоне.

## Семья
Генри де Ласи был женат дважды. Его первой женой стала Маргарет Лонгеспе, 4-я графиня Солсбери suo jure, дочь Уильяма III Лонгеспе и Мод Клиффорд. Она родила двух сыновей, Эдмунда и Джона, и дочь Элис. Оба сына погибли детьми: Эдмунд утонул в колодце, Джон разбился, сорвавшись с парапета в замке Понтефракт. После смерти жены в 1309 году сэр Генри женился во второй раз — на Джоан Мартин, дочери Уильяма, 1-го барона Мартина, и Элеаноры Фицпирс. Этот брак остался бездетным. Джоан позже стала женой Николаса Одли, 1-го барона Одли.
Наследницей сэра Генри стала дочь. Она вышла замуж за Томаса, графа Ланкастерского и Лестерского, двоюродного брата Эдуарда II. Позже Элис была замужем за Эвбулом ле Стрейнджем, бароном Стрейнджем, и за Хью де Фрейном. Ни в одном из трёх браков она не родила детей, так что у 3-го графа Линкольна не было потомков дальше первого колена. Его земли стали личным владением первого зятя, а после казни последнего отошли к короне.